# Borum Eshøj

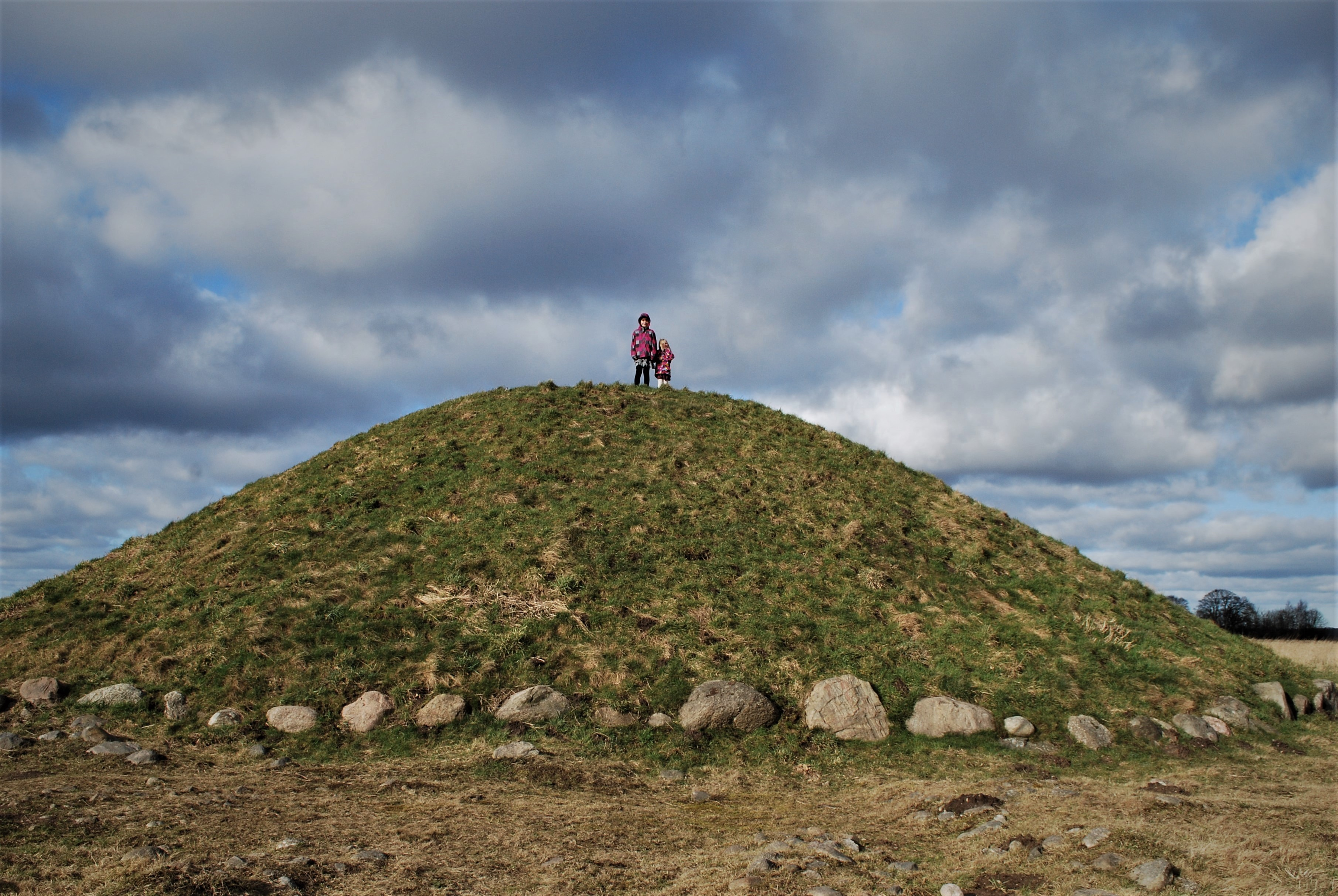
Borum Eshøj.

Borum Eshøj (Parroquia de Borum, Framlev Herred) es un túmulo funerario en el este de Jutlandia, en Eshøj, Dinamarca en una zona despejada a 100 m de altura, al oeste de Aarhus. A inicios del siglo XXI, se recreó el paisaje antiguo con tres túmulos funerarios reconstruidos en Eshøj. En 2001, se encontró una gran casa de dos salas parcialmente cubierta por un túmulo funerario. Es la más antigua de la transición entre la Edad de Piedra y la Edad del Bronce del este de Jutlandia. De 1993 a 1995, se levantó una copia de esta casa de la Edad del Bronce. La casa fue construida por jóvenes de un campo de trabajo internacional y un grupo de jóvenes desempleados de larga duración. La casa es mantenida por voluntarios locales. En 2000, otro campo de trabajo construyó un baño y un centro de información al estilo de la Edad del Bronce.
Ya en 1850, se encontró un ataúd de piedra con una espada de bronce. El montículo es uno de los túmulos funerarios europeos más grandes de la Edad del Bronce Antiguo (ca. 1500-1300 a. C.). En 1875 todavía mantenía un diámetro de 37,66 m y una altura de 7,21 m, pero las excavaciones para la construcción de carreteras y las excavaciones arqueológicas alteraron el montículo, de modo que según un estudio en 1948 tenía solo 19 m de diámetro y 6 m de altura.
En la década de 1870, se realizaron hallazgos muy notables después del primer descubrimiento en 1871 de un ataúd con restos femeninos y llegar esto a conocimiento del Museo Nacional que organizó una excavación profesional; el interior contenía tres ataúdes de roble datados en aprox. 1350 a. C., con los cuerpos de una mujer y dos hombres con algunos de los trajes antiguos mejor conservados de Dinamarca. También incluían abundante ajuar funerario. En relación con la excavación, se eliminaron grandes cantidades de tierra y, por lo tanto, Eshøj es hoy una sombra de uno de los túmulos funerarios antiguos más grandes de Dinamarca. Los hallazgos se encuentran en el Museo Nacional de Copenhague. En 2006-2007, se prestaron para su exhibición en el Museo Moesgård cerca de Aarhus, y en relación con la apertura del nuevo museo en 2014, se prestaron nuevamente al Museo Moesgård.

## Las tumbas
Durante la excavación de Borum Eshøj en 1875, se trazó un plano del montículo. El plano muestra la tumba de un anciano en el centro. A la derecha está la tumba del joven, y al extremo derecho está la tumba de la mujer mayor. El plano muestra algunos engastes cuadrados de piedra, como vallas o pequeños edificios anexos donde se podía honrar al difunto. Además, hay varias losas. El montículo estaba rodeado por una valla de piedras cuidadosamente dispuestas.
Hubo varios entierros en el montículo grande, pero las tres tumbas en ataúd de roble son probablemente las originales del montículo. Por dendrocronología, el roble se puede fechar alrededor de 1351 a. C. Los muertos se identificaron como una mujer de 50 a 60 años, un hombre de la misma edad y un joven de 20 a 22 años. Quizás una pequeña familia. Las tumbas de Borum Eshøj son uno de los hallazgos más numerosos de este tipo en Dinamarca.
El cuerpo del anciano, el primer ocupante del túmulo, estaba excepcionalmente bien conservado. Los músculos aún se mantenían unidos al esqueleto. Medía 1,70 m de altura y tenía cabello rubio, las uñas bien cuidadas y estaba recién afeitado. El hombre yacía sobre una piel de vaca y estaba cubierto con una manta de lana. Llevaba un gorro, una capa, un faldellín, dos faldones y un cinturón. Todos los textiles están hechos de lana. El único objeto en la tumba además de los trajes era, curiosamente, una aguja de madera sujeta al cuello de la capa. Hallazgos de virutas de madera muestran que el ataúd en el que fue colocado el anciano fue tallado de un tronco de roble en el propio lugar. El ataúd data de 1351 a. C.
La anciana enterrada después era con 1,57 m pequeña y de complexión fuerte. Los rastros en sus huesos revelan que a pesar de su alta posición, tuvo un duro trabajo físico. Se le desprendió el cabello, largo y rubio en una trenza, cuando los granjeros locales saquearon su ataúd. Su traje está bien conservado y consiste en una túnica larga, blusa de manga corta hasta el codo, redecilla, cofia y dos cinturones, todo de lana. Su riqueza se refleja en las numerosas joyas de bronce que portaba, que incluyen una placa de cinturón, dos brazaletes, un collar, pulseras, anillos en forma de espiral y un broche. La tumba también contenía una vasija de barro, una caja de madera, una daga de bronce y un peine de cuerno.
El cuerpo del joven estaba también bien conservado. Los músculos y otros tejidos blandos todavía conectaban con los huesos. Tenía una altura de 1,66 m y también se conserva su cabello; rubio y cortado al estilo paje. Lleva una capa y faldellín de lana tejida y un cinturón de cuero. Es posible que el hombre también luciera un par de zapatos de cuero. Su ajuar funerario incluye una daga de bronce en una vaina de madera, un peine de cuerno, una caja redonda de corteza, una aguja de hueso y un botón de madera doble. Los anillos de su ataúd de roble datan de 1345 a. C.
Los tres ataúdes de roble no fueron los únicos entierros en Borum Eshøj. En la parte superior del montículo se excavó una tumba durante la Edad del Bronce Final, entre 1000 y 800 a. C., donde se colocó un cadáver incinerado. Durante la excavación, en los restos de una pequeña caja de madera como urna cineraria, se encontraron trozos de huesos quemados junto con una espada en miniatura, una navaja, pinzas y una hebilla de punta larga. Todos los objetos fueron chapados con estaño dorado. Este ajuar muestra que posteriormente otro hombre adulto y cremado fue enterrado en la cima del montículo.

## Las leyendas sobre Borum Eshøj
Antaño se decía que el gran montículo, que todavía tenía casi 10 m de altura a mediados del siglo XIX, contenía los restos terrenales del famoso príncipe Buris, quien coqueteó con la hermana del rey Valdemar el Grande, Liden Kirsten, y como castigo le sacaron los ojos. Otra leyenda contaba que el gran montículo estaba habitado por un trol cruel. Sin embargo, otro trol, el trol Jelshøj, convenció a un gigante de Jutlandia oriental llamado Sven Fælding para que matara al trol de Borum Eshøj. Antes de eso, el trol Jelshøj le había dado a Sven Fælding un cuerno para beber con una poción mágica que le otorgaba poderes increíbles. El cuerno para beber se puede encontrar hoy en el museo Kulturen en Lund; es en realidad un cuerno para beber de finales de la Edad Media con accesorios y una inscripción que menciona a Sven Fælding. Anteriormente estuvo en museos de Malmö y Helsingborg .

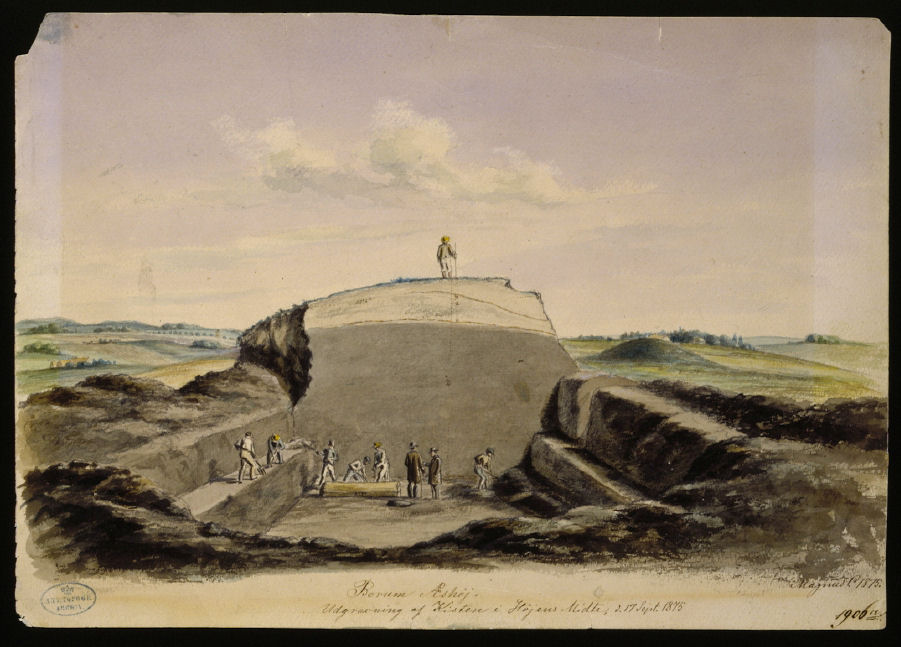
Acuarela de Magnus Petersen. Borum Eshøj, el ataúd durante la excavación en medio del montículo, el 17 de septiembre de 1875.
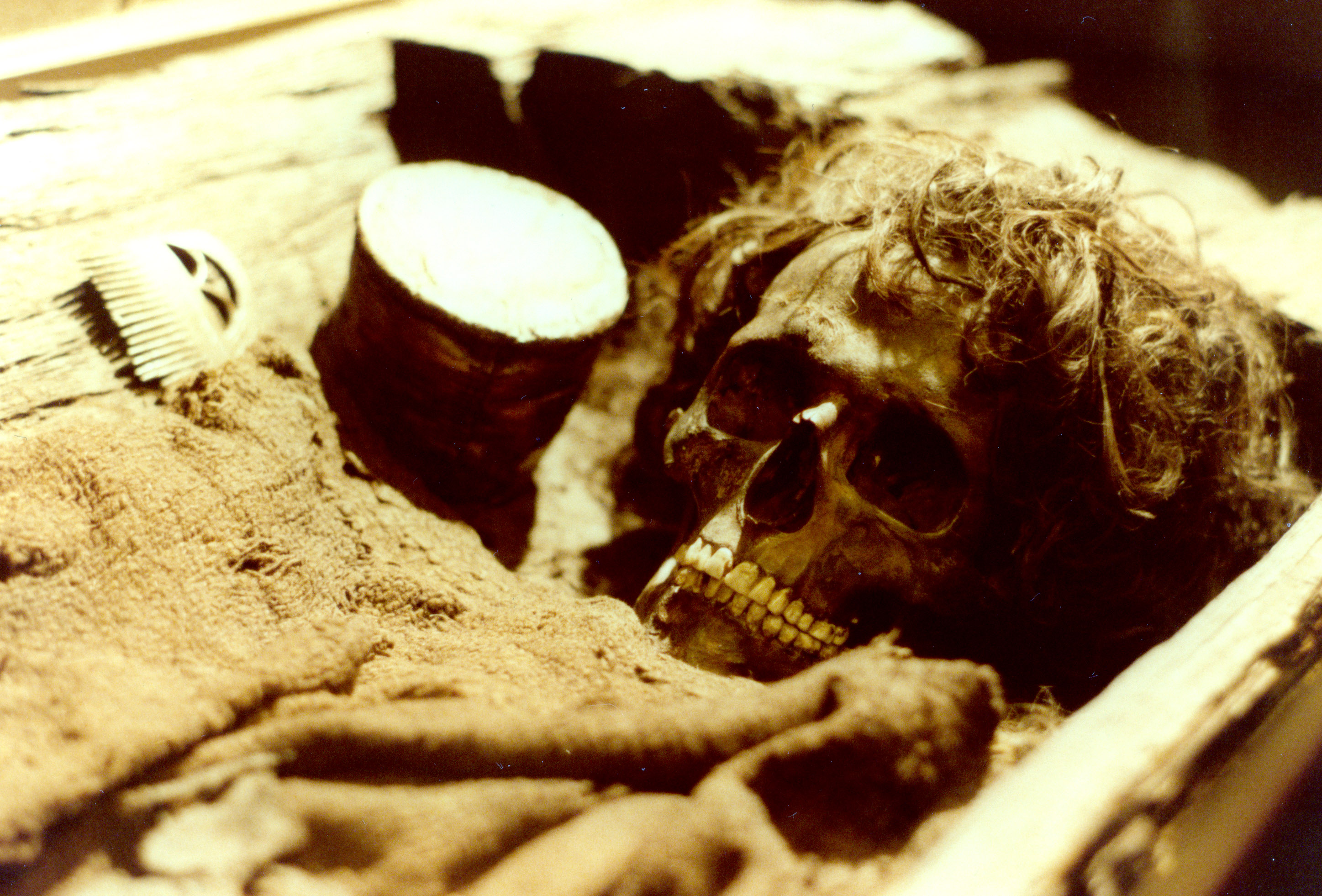
El hombre joven de Borum Eshøj, expuesto en el Museo Nacional de Copenhague tal como fue hallado, en su ataúd con ajuar funerario.
Traje de la mujer del túmulo funerario de Borum Eshøj.
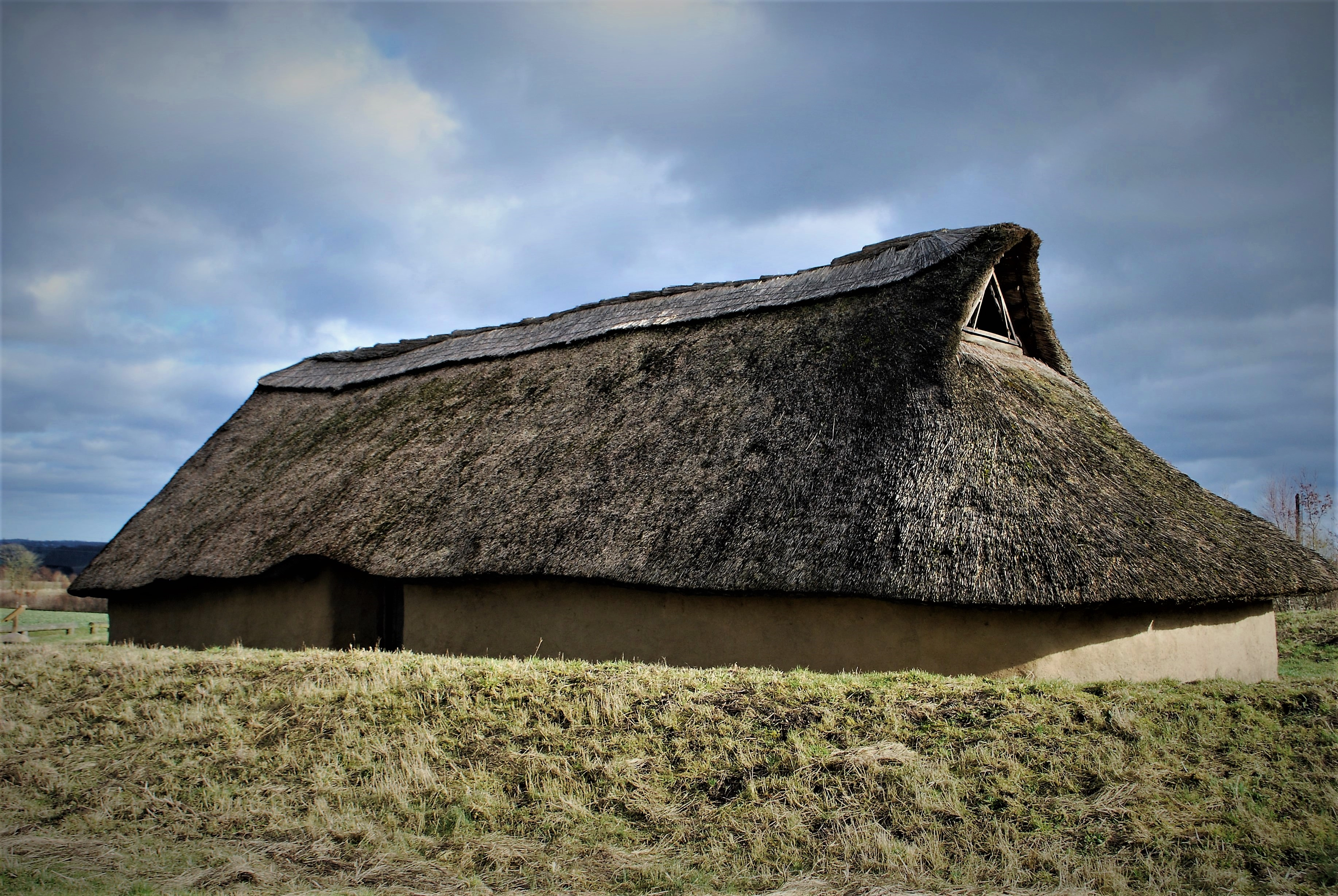
Copia de una casa de la Edad del Bronce en Borum Eshøj.